# Lucas Pierre Santos Oliveira
Lucas Pierre Santos Oliveira, genannt Pierre, (* 19. Januar 1982 in Itororó, BA) ist ein ehemaliger brasilianischer Fußballspieler. Der Rechtsfuß spielte vorwiegend im defensiven Mittelfeld.

## Karriere
Pierre startete seine Laufbahn in der Jugendmannschaft des EC Vitória. Hier konnte er sich aber nicht entscheidend durchsetzen. Erst später in seiner Laufbahn stellte sich der Erfolg ein. Besonders ab 2011 mit dem Atlético Mineiro. Hier konnte er die Copa Libertadores 2013 feiern. Bei der FIFA-Klub-Weltmeisterschaft 2013 erreichte er mit der Mannschaft den dritten Platz.

## Erfolge
Ituano
- Staatsmeisterschaft von São Paulo: 2002

Paraná Clube
- Staatsmeisterschaft von Paraná: 2006

Palmeiras
- Staatsmeisterschaft von São Paulo: 2008

Atlético Mineiro
- Staatsmeisterschaft von Minas Gerais: 2012, 2013
- Copa Libertadores: 2013
- Recopa Sudamericana: 2014
- Copa do Brasil: 2014

Fluminense
- Primeira Liga do Brasil: 2016
- Taça Guanabara: 2017

Atletico Paranaense
- Staatsmeisterschaft von Paraná: 2018

Auszeichnungen
- Bola de Prata: 2009
- Auswahlmannschaft Staatsmeisterschaft von Minas Gerais: 2012